# 강릉매화타령
《강릉매화타령》은 한국의 판소리 열두 판(열두 바탕, 열두 마당) 중의 하나이다.
정노식의 《조선창극사(朝鮮唱劇史)》에 판소리 열두 마당의 하나로 《강릉매화전》이라는 이름이 보일 뿐 소설이나 창본은 아직 발견되지 않았다. 신재효의 〈오섬가(烏蟾歌)〉에 “강릉 책방 골생원을 매화가 속이랴고 백주에 산 사람을 거짓되이 죽었다고 활씬 벽겨 앞세우고 상여 뒤를 따라가며 이 사람도 건드리고 저 사람도 건드리며 ××에 방울차고 달랑달랑 노는 것이 그도 또한 굿실네라”라는 기록이 있어 대강의 줄거리를 알 수 있다. 이 줄거리는 송만재의 〈관우희〉에 실린 내용과 거의 같다. 《배비장타령》·《가짜신선타령》과 극적 구성이 비슷하고 양반의 권위를 조롱한다는 주제도 같아서 맥락을 함께 한다.